# Villiers-sur-Marne
Villiers-sur-Marne è un comune francese di 30 669 abitanti situato nel dipartimento della Valle della Marna nella regione dell'Île-de-France.

## Società

### Evoluzione demografica
Abitanti censiti

## Amministrazione

### Gemellaggi
- Bishop's Stortford
- Entroncamento
- Friedberg (Hessen)